# Шаульдерський сільський округ
Шаульде́рський сільський округ (каз. Шәуілдір ауылдық округі, рос. Шаульдерский сельский округ) — адміністративна одиниця у складі Отирарського району Туркестанської області Казахстану. Адміністративний центр та єдиний населений пункт — село Шаульдер.
Населення — 10195 осіб (2021; 8428 у 2009, 8561 у 1999, 6871 у 1989).
Станом на 1989 рік існувала Шаульдерська сільська рада (село Шаульдер).